# Omega X
Pour les articles homonymes, voir Oméga (homonymie) et X.
Omega X (오메가엑스) est un boys band sud-coréen de K-pop formé en 2021 par Spire Entertainment. Il est composé de onze membres : Jaehan, Hwichan, Sebin, Hangyeom, Taedong, Xen, Jehyun, Kevin, Junghoon, Hyuk et Yechan, tous issus de groupes ayant été dissous. En 2022, les membres du groupe portent plainte contre leur label, Spire Entertainment, à la suite de harcèlements répétés. Ils remportent leur procès en 2023 et rompent leur contrat puis rejoignent Ipq Entertainment.

## Histoire

### Pré-débuts
Tous les membres d'Omega X ont participé à des émissions de téléréalité (survival show en anglais) ou ont fait leurs débuts dans d'autres groupes de K-pop avant d'intégrer Omega X. Hangyeom est un ancien membre de Seven O'Clock, qui a également participé à Mix Nine, terminant à la sixième place. Jaehan a participé à Produce 101 Saison 2 et est un ancien membre de Spectrum. Hwichan était le batteur de Kokoma Band (littéralement, « Groupe des petits enfants »), un groupe de stagiaires géré par FNC Entertainment. Il a également participé à Mix Nine et est un ancien membre de Limitless. Sebin est membre de Snuper et a participé à The Unit: Idol Rebooting Project. Taedong a participé à Boys24 et Produce 101 Saison 2, et est un ancien membre de Gidongdae. Xen et Jehyun sont d'anciens membres de 1Team. Kevin, Junghoon et Hyuk sont d'anciens membres d'ENOi. Yechan a participé à Under Nineteen et est un ancien membre de 1the9.

### 2021: Débuts avecVamosetWhat's Goin' On
Le 30 juin, Omega X fait ses débuts avec la sortie de son premier EP, Vamos, et de son premier single du même nom.
Le 6 septembre, Omega X sort son premier album, What's Goin' On, et son premier single du même nom.

### 2022:Love Me Like,Story Written in Musicet débuts japonais
Le 5 janvier, Omega X publie son deuxième EP, Love Me Like, et son premier single du même nom.
Le 15 juin, Omega X sort son premier album studio, Story Written in Music, et son titre Play Dumb.
Le 24 août, Omega X fait ses débuts au Japon sous le label Tokuma Shoten avec le mini-album Stand Up! et le titre est prépublié le 1er juillet.

### 2023-présent: Retour après un procès gagné etIYKYK
Le 11 février 2023, un mois après avoir gagné le procès contre leur ancien label, Omega X se produit lors de la deuxième journée de la cérémonie de remise des prix du 30e Hanteo Music Awards. Le groupe révèle également sa nouvelle chanson, Dream, composée par Hangyeom et écrite par les membres, lors de l'événement. La chanson sort le 24 avril 2023 sur divers sites de streaming de musique en ligne.
Le 7 mai 2023, il est annoncé que le groupe s'était séparé de Spire Entertainment après avoir mis fin à son contrat. En juillet 2023, Omega X signe un contrat de gestion exclusif avec IPQ.
Le 18 octobre, le groupe annonce son retour et sort son troisième mini-album IYKYK (If You Know, You Know) le 7 novembre.

## Affaire judiciaire et controverses

### Allégations de maltraitance et procès contre Spire Entertainement et un YouTuber
Le 24 octobre 2022, une vidéo est divulguée montrant la PDG de Spire Entertainment en train d'agresser physiquement et verbalement des membres du groupe alors que l'un d'entre eux s'évanouit. Le même jour, Spire Entertainment publie une déclaration affirmant qu'Omega X et le label avaient « résolu tous leurs malentendus », tandis que la PDG nie tout abus,. Le lendemain, SBS partage une nouvelle vidéo prise par un fan montrant la PDG en train d'agresser verbalement les membres à l'extérieur d'une salle de concert, l'un d'entre eux étant pris d'une crise de panique,.
Le 5 novembre, le groupe créé un nouvel Instagram séparé du label, où ils annoncent leur intention de continuer en tant que groupe et de communiquer avec leurs fans. Le 7 novembre, Spire publie de nouvelles excuses en réponse au post Instagram d'Omega X, et a annoncé la démission de la PDG de l'entreprise afin d'éviter de nouveaux incidents. Le 11 novembre, SBS révèle d'autres allégations contre l'entreprise, comme le fait qu'elle ait forcé le groupe à se produire malgré un test positif au COVID-19, ainsi qu'une nouvelle vidéo de l'incident initial, révélant que la PDG a crié sur les membres parce qu'ils ne l'avaient pas remercié ou n'avaient pas remercié l'entreprise pendant leur concert en direct. L'entreprise ne publie qu'une brève déclaration réaffirmant les excuses précédentes et la démission de la PDG,.
Le 14 novembre, il est annoncé qu'une conférence de presse aurait lieu avec les membres le 16 novembre pour une annonce spéciale. Avant la conférence de presse, le groupe dépose une marque déposée pour son nom ainsi que pour la fanbase, For X. Il est également révélé par leur représentant légal que le groupe a subi des agressions, des intimidations, du harcèlement sexuel, du « gaslighting » et d'autres formes d'abus. Au cours de la conférence de presse, il est annoncé qu'Omega X va intenter une action en justice pour mettre fin à ses contrats avec Spire Entertainment,.
Le 11 janvier 2023, les membres d'Omega X annoncent qu'ils ont gagné leur procès et que leurs contrats avec Spire sont suspendus.
Le 21 août, IPQ publie une déclaration niant les allégations faites sur OMEGA X par le YouTuber In ji Woong et annonce une réponse juridique contre Inji Wong et SPIRE Entertainment pour diffamation, ainsi qu'une action en justice contre SPIRE pour rupture de contrat, abus mental et physique contre les membres d'OMEGA X. L'avocat Noh Jong-eon, représentant légal du groupe, déclare le 28 août qu'ils ont porté plainte contre SPIRE pour harcèlement sexuel et qu'ils prévoient de tenir une conférence de presse. Pendant ce temps, le père du membre Yechan dépose également une plainte contre le YouTuber pour avoir diffusé de fausses informations.

## Membres
| Nom de scène | Nom de scène | Nom de naissance | Nom de naissance | Date de naissance | Nationalité | Position                                                  |
| Romanisé     | Coréen       | Romanisé         | Coréen           | Date de naissance | Nationalité | Position                                                  |
| ------------ | ------------ | ---------------- | ---------------- | ----------------- | ----------- | --------------------------------------------------------- |
| Jaehan       | 재한         | Kim Jae-Han      | 김재한           | 1er juillet 1995  | Sud-coréen  | Leader du groupe, chanteur principal, hyung (le plus âgé) |
| Hwichan      | 휘찬         | Lee Hwi-Chan     | 이휘찬           | 18 avril 1996     | Sud-coréen  | Chanteur principal                                        |
| Sebin        | 세빈         | Jang Se-Bin      | 장세빈           | 24 avril 1996     | Sud-coréen  | Rappeur, danseur principal, visuel                        |
| Hangyeom     | 한겸         | Song Han-Gyeom   | 송힌겸           | 17 juillet 1996   | Sud-coréen  | Danseur, chanteur, rappeur, compositeur                   |
| Taedong      | 태동         | Kim Tae-Dong     | 김태동           | 7 novembre 1997   | Sud-coréen  | Danseur, chanteur, rappeur                                |
| Xen          | 젠           | Lee Jin-Woo      | 이진우           | 20 février 1998   | Sud-coréen  | Chanteur principal                                        |
| Jehyun       | 제현         | Moon Je-Hyun     | 문제현           | 20 avril 1999     | Sud-coréen  | Chanteur, danseur                                         |
| Kevin        | 케빈         | Park Jin-Woo     | 박진우           | 12 janvier 2000   | Sud-coréen  | Chanteur                                                  |
| Junghoon     | 정훈         | Han Jeong-Hoon   | 한정훈           | 14 février 2000   | Sud-coréen  | Chanteur, danseur principal                               |
| Hyuk         | 혁           | Yang Hyuk        | 양혁             | 15 mars 2000      | Sud-coréen  | Rappeur                                                   |
| Yechan       | 예찬         | Shin Ye-Chan     | 신예찬           | 14 mai 2001       | Sud-coréen  | Chanteur, maknae (le plus jeune)                          |

## Discographie
EP
- Vamos (2021)
- Love Me Like (2022)
- IYKYK  (If You Know You Know) (2023)

Album single
- What's Goin' On (2021)

Full album
- 樂서 (Story Written in Music) (2022)

Singles
- Vamos (2021)
- What's Goin' On (2021)
- Love Me Like (2022)
- Play Dumb (2022)

## Distinctions
| Cérémonie           | Année | Catégorie                 | Nommé / Œuvre | Résultat      | Réf.   |
| ------------------- | ----- | ------------------------- | ------------- | ------------- | ------ |
| Hanteo Music Awards | 2021  | Rookie Award – Male Group | Omega X       | Nomination    | [ 30 ] |
| Golden Disc Awards  | 2022  | Rookie of the Year Award  | Omega X       | Présélectioné | [ 31 ] |
| Seoul Music Awards  | 2022  | Rookie of the Year        | Omega X       | Lauréat       | [ 32 ] |
| Seoul Music Awards  | 2022  | Popularity Award          | Omega X       | Présélectioné | [ 32 ] |
| Seoul Music Awards  | 2022  | K-wave Popularity Award   | Omega X       | Présélectioné | [ 32 ] |

Autres titres
| Éditeur             | Année | Liste                                        | Place | Réf.   |
| ------------------- | ----- | -------------------------------------------- | ----- | ------ |
| Rolling Stone India | 2021  | 10 Best K-pop Debuts of 2021                 | 7ème  | [ 33 ] |
| Paper Magazine      | 2021  | The 40 Best K-pop Songs of 2021 (pour Vamos) | 40ème | [ 34 ] |